# زنبق همبولت
زنبق همبولت (الاسم العلمي: Lilium humboldtii)، هو نوع من الزنبق موطنه ولاية كاليفورنيا الأمريكية وولاية باها كاليفورنيا المكسيكية. سُميت على اسم عالم الطبيعة والمستكشف ألكسندر فون هومبولت. وموطنها سلسلة جبال كاسكيد، ومرتفعات سييرا نيفادا، وكاليفورنيا الجنوبية وجبال سانتا مونيكا، وتنمو على ارتفاعات من 600 متر (2,000 قدم) إلى 1,200 متر (3,900 قدم).